# Alfred Haverkamp

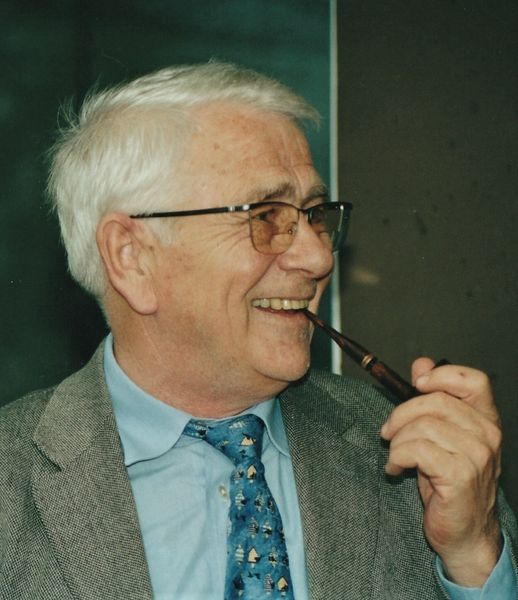
Alfred Haverkamp, Foto von Werner Maleczek, 2002

Alfred Haverkamp (* 16. Mai 1937 in Holdorf; † 16. Mai 2021 in Trier) war ein deutscher Historiker mit Schwerpunkt in mittelalterlicher Geschichte.
Er lehrte von 1970 bis 2005 als ordentlicher Professor für Mittelalterliche Geschichte an der Universität Trier. Er trat mit grundlegenden Studien zur Sozial- und Verfassungsgeschichte Deutschlands und Italiens unter europäischer Perspektive hervor. Verdienste in der Fachwelt erwarb er sich auch mit seinen Arbeiten zur Geschichte der Juden im Mittelalter und der deutsch-jüdischen Aussöhnung.

## Leben
Haverkamp, Sohn eines Landwirts und Kaufmanns, wurde 1937 als drittes von insgesamt sieben Kindern im oldenburgischen Holdorf geboren. Von Ostern 1948 bis Ostern 1957 besuchte er das Gymnasium Antonianum in Vechta. Dort legte er 1956 das Abitur ab. Ab 1957 studierte er die Fächer Geschichte, Germanistik, Philosophie und Pädagogik an den Universitäten Münster, Würzburg und München. Seine Promotion erfolgte im Jahr 1964 in München mit einer von Karl Bosl angeregten und betreuten Arbeit über das Thema Die Regalien-, Schutz- und Steuerpolitik in Italien unter Friedrich Barbarossa bis zur Entstehung des Lombardenbundes. In den Jahren 1964 bis 1965 war er als Archivreferendar am Bayerischen Hauptstaatsarchiv München tätig. Von 1965 bis 1969 war er wissenschaftlicher Assistent von Friedrich Prinz an der Universität des Saarlandes in Saarbrücken. Dort schloss er seine Habilitation über das Thema Herrschaftsformen der Frühstaufer in Reichsitalien im Jahr 1969 ab.
Im Anschluss wurde Alfred Haverkamp 1970 als Universitätsprofessor für Mittelalterliche Geschichte an die neugegründete Universität Trier berufen, an der er bis zu seiner Emeritierung im Jahr 2005 tätig war. Rufe nach Berlin (1973), Frankfurt (1981) und Mainz (1996) lehnte er ab. In Trier war er vorläufiger Dekan des Fachbereichs (1971). Mit Franz Irsigler baute er Trier zu einem deutschlandweit anerkannten Zentrum für die mittelalterliche Geschichte aus. Im Jahr 1987 war er in Trier Mitbegründer des Sonderforschungsbereiches 235 „Zwischen Maas und Rhein: Beziehungen, Begegnungen und Konflikte in einem europäischen Kernraum von der Spätantike bis zum 19. Jahrhundert“ und von 1990 bis 1993 dessen Sprecher. Im Rahmen dieses Trierer Sonderforschungsbereichs wurde 1996 die Tagung Grundherrschaft – Kirche – Stadt abgehalten. Der Schwerpunkt der Tagung lag auf den kirchlichen Grundherrschaften zwischen Maas und Rhein im Hochmittelalter. Von 1999 bis 2001 war er mit Frank G. Hirschmann Projektleiter des von der Volkswagenstiftung finanzierten Projektes „Die Champagne als innovative Region und die deutschen Lande im hohen Mittelalter“. Die Region wurde an den drei ausgewählten Themenschwerpunkten den Städten, dem jüdischen Leben und dem Kulturtransfer untersucht. Er war ab 1984 Mitglied des Konstanzer Arbeitskreises für mittelalterliche Geschichte. Im Jahr 1987 begründete er die Gesellschaft zur Erforschung der Geschichte der Juden und war bis 2007 ihr Vorsitzender. Er suchte den Dialog mit jüdischen Gelehrten deutscher Herkunft in Israel, zu denen auch der ehemalige Breslauer Historiker Arye Maimon gehörte. Eine Freundschaft und Zusammenarbeit ergab sich auch mit Israel Yuval. Im Jahr 1988 nahm er eine Gastprofessur an der Hebräischen Universität Jerusalem wahr.
Haverkamp gründete 1996 das Institut für Geschichte der Juden, das seit 1998 Arye-Maimon-Institut für Geschichte der Juden (AMIGJ) heißt. 1994/95 war Haverkamp Forschungsstipendiat des Historischen Kollegs in München. Er befasste sich dabei mit dem Forschungsvorhaben „Zwischen Kontinent und Mittelmeer. Italien im Mittelalter“. Er war 2002 Mitbegründer des Sonderforschungsbereiches 600 „Fremdheit und Armut“ und leitete von 2002 bis 2008 das Teilprojekt „Christliche Gemeinschaften in ihrer Bedeutung für Armut, Fürsorge und Seelsorge im hohen und späten Mittelalter“ sowie das Teilprojekt „Christen und Juden. Inklusion und Exklusion angesichts religiöser Differenz in Gemeinden und weiteren Organisationsformen (9.–17. Jahrhundert)“. Als akademischer Lehrer betreute er mehr als fünfzig Dissertationen und fünf Habilitationen. Zu seinen akademischen Schülern gehörten unter anderem Gerold Bönnen, Michael Matheus, Lukas Clemens, Rudolf Holbach, Hans-Joachim Schmidt und Frank G. Hirschmann.
Im Jahr 1995 wurde er mit dem Bundesverdienstkreuz Erster Klasse für seine Erforschung der jüdischen Geschichte und sein Engagement für die deutsch-israelischen Beziehungen ausgezeichnet. Im Jahr 2002 bekam er den mit 25.000 Euro dotierten Akademiepreis des Landes Rheinland-Pfalz für Lehre und Forschung. Am 19. Juni 2011 wurde er für seine Verdienste um die Erforschung der Geschichte der Juden sowie um die deutsch-israelische Wissenschaftskooperation mit der Ehrendoktorwürde der Hebräischen Universität Jerusalem ausgezeichnet.
Er war ab 1961 verheiratet. Aus der Ehe ging die Tochter Eva Haverkamp-Rott hervor, die ebenfalls zur mittelalterlichen jüdischen Geschichte forscht. Er starb im Alter von 84 Jahren am Abend seines Geburtstages, am 16. Mai 2021 in Trier.

## Forschungsschwerpunkte
Forschungsschwerpunkte Haverkamps waren die Verfassungs- und Sozialgeschichte, deutsche und italienische Geschichte im Mittelalter sowie die Geschichte der Juden im Mittelalter und der frühen Neuzeit. Er war Herausgeber der Bände 1, 2, 5, 6 und 8 der zehnten Auflage des Gebhardt. Handbuch der deutschen Geschichte; den ersten (gemeinsam mit Friedrich Prinz) und den fünften Band über das 12. Jahrhundert verfasste er selbst.

### Reichsitalien im Hoch- und Spätmittelalter
Seine Arbeiten zu Reichsitalien im Hoch- und Spätmittelalter gehörten zu seinen frühen Forschungsschwerpunkten. Grundlegende Studien legte er zur Stadtgeschichte Mailands oder zu den oberitalienischen Städten in der Stauferzeit vor. Mit seiner Habilitation wollte er „die charakteristischen Herrschaftsformen der Frühstaufer in Reichsitalien“ aufzeigen. Gemeinsam mit Horst Enzensberger gab er die Besprechung sämtlicher Neuerscheinungen zur Geschichte Italiens im Mittelalter von 1959 bis 1975 in einem Sonderheft der Historischen Zeitschrift heraus.

### Geschichte der Juden im Mittelalter
Seite den siebziger Jahren galt sein besonderes Interesse der Geschichte der Juden im Mittelalter. Bereits 1977 veröffentlichte er den Aufsatz über den Schwarzen Tod und die Judenverfolgungen von 1348/1349. Haverkamp gab 1999 mit Friedhelm Burgard und Gerd Mentgen die Ergebnisse einer Trierer Tagung von 1996 zu Judenvertreibungen in Mittelalter und früher Neuzeit heraus. Die Beiträge befassen sich mit den Motivationen, Erklärungsmustern, und Befindlichkeiten der Austreiber. Nach sechzehnjähriger Forschungstätigkeit gab er 2002 ein kommentiertes Kartenwerk heraus. Darin wird die jüdische Siedlungsgeschichte von der Nordsee bis zu den Südalpen erstmals ausführlich vom frühen 11. Jahrhundert bis zum Jahre 1520 behandelt. Anlässlich der neunhundertsten Wiederkehr des Jahres der Pogrome im Gefolge des ersten Kreuzzugs organisierte er 1996 eine Frühjahrstagung für den Konstanzer Arbeitskreis zum Thema „Juden und Christen zur Zeit der Kreuzzüge“.
Haverkamp leitete gemeinsam mit Lukas Clemens das mit einer Laufzeit von 2006 bis 2019 durch die Akademie der Wissenschaften und der Literatur zu Mainz geförderte Projekt „Corpus der Quellen zur Geschichte der Juden im spätmittelalterlichen Reich“. Er war Herausgeber der Reihen Monographien zur mittelalterlichen Geschichte und Forschungen zur Geschichte der Juden sowie Mitherausgeber der Trierer Historischen Forschungen.

### Studien zur staufischen Geschichte
Haverkamp lieferte 1984 zum Hochmittelalter den Band Aufbruch und Gestaltung. Deutschland 1056–1273 für eine vom Verlag C. H. Beck auf zehn Bände angelegte Neue Deutsche Geschichte von den Grundlagen und Anfängen bis zur Gegenwart. Haverkamps Überblickswerk wurde in England 1988 übersetzt (Medieval Germany 1056–1273). Eine zweite vollständig überarbeitete Auflage erschien 1993.
Haverkamp initiierte 1989 und 1990 eine Doppeltagung des Konstanzer Arbeitskreises auf der Insel Reichenau zum 800. Todesjahr Friedrich Barbarossas. Dabei standen die Rahmenbedingungen („Handlungsspielräume“) sowie Instrumentarien und Formen („Wirkungsweisen“) des politischen Handelns Barbarossas im Blickpunkt.

### Region Rhein und Mosel
Neben der Trierer Stadtgeschichte befasste er sich auch mit prägenden Gestalten wie Hildegard von Bingen oder dem Heiligen Simeon. Haverkamp gab 2000 in einem Sammelband die Beiträge einer im September 1998 durchgeführten wissenschaftlichen Tagung zu „Hildegard von Bingen in ihrem historischen Umfeld“ heraus. Die Beiträge sorgten für ein besseres Verständnis des sozialgeschichtlichen Umfeldes und der Rezeptionsgeschichte.

## Schriften (Auswahl)
Schriftenverzeichnis
- Annegret Holtmanns (Bearb.): Verzeichnis der Schriften Alfred Haverkamps. In: Friedhelm Burgard, Alfred Heit und Michael Matheus (Hrsg.): Verfassung, Kultur, Lebensform. Beiträge zur italienischen, deutschen und jüdischen Geschichte im europäischen Mittelalter. Dem Autor zur Vollendung des 60. Lebensjahres. Philipp von Zabern, Trier 1997, ISBN 3-8053-2019-1, S. 515–524.

Monografien
- mit Friedrich Prinz: Perspektiven deutscher Geschichte während des Mittelalters. Europäische Grundlagen deutscher Geschichte (4.–8. Jahrhundert) (= Gebhardt. Handbuch der Deutschen Geschichte. Bd. 1). 10., völlig neu bearbeitete Auflage. Klett-Cotta, Stuttgart 2004, ISBN 3-608-60001-9.
- Zwölftes Jahrhundert. 1125–1198 (= Gebhardt. Handbuch der deutschen Geschichte. Bd. 5). 10., völlig neu bearbeitete Auflage. Klett-Cotta, Stuttgart 2003, ISBN 3-608-60005-1.
- Aufbruch und Gestaltung. Deutschland 1056–1273 (= Neue deutsche Geschichte. Bd. 2). Beck, München 1984, ISBN 3-406-30265-3 (2., vollständig überarbeitete Auflage. Beck, München 1993, ISBN 3-406-37755-6; in englischer Sprache: Medieval Germany 1056–1273. Translated by Helga Braun and Richard Mortimer. Oxford University Press, Oxford u. a. 1988, ISBN 0-19-822132-0; reprinted edition. ebenda 1990; 2nd edition. ebenda 1992).
- Herrschaftsformen der Frühstaufer in Reichsitalien (= Monographien zur Geschichte des Mittelalters. Bd. 1, 1–2). 2 Bände. Hiersemann, Stuttgart 1970–1971, ISBN 3-7772-7020-2 (Zugleich: Saarbrücken, Universität, Habilitations-Schrift, 1969).
- Die Regalien-, Schutz- und Steuerpolitik in Italien unter Friedrich Barbarossa bis zur Entstehung des Lombardenbundes. Beck, München 1966 (Zugleich: München, Universität, Dissertation, 1966).

Herausgeberschaften
- mit Lukas Clemens und Romy Kunert: Formen der Armenfürsorge in hoch- und spätmittelalterlichen Zentren nördlich und südlich der Alpen (= Trierer historische Forschungen. Bd. 66). Kliomedia, Trier 2011, ISBN 978-3-89890-131-4.
- Hildegard von Bingen in ihrem historischen Umfeld. Internationaler wissenschaftlicher Kongreß zum 900jährigen Jubiläum, 13.–19. September 1998, Bingen am Rhein. von Zabern, Mainz 2000, ISBN 3-8053-2445-6.
- Juden und Christen zur Zeit der Kreuzzüge (= Konstanzer Arbeitskreis für Mittelalterliche Geschichte. Vorträge und Forschungen. Bd. 47). Thorbecke, Sigmaringen 1999, ISBN 3-7995-6647-3 (online).
- Information, Kommunikation und Selbstdarstellung in mittelalterlichen Gemeinden (= Schriften des Historischen Kollegs. Kolloquien. Bd. 40). Oldenbourg, München 1998 (pdf online).
- mit Hans Hubert Anton: Trier im Mittelalter (= 2000 Jahre Trier. Bd. 2). Spee, Trier 1996, ISBN 3-87760-066-2.
- mit Friedhelm Burgard und Christoph Cluse: Liber amicorum necnon et amicarum für Alfred Heit. Beiträge zur mittelalterlichen Geschichte und geschichtlichen Landeskunde (= Trierer Historische Forschungen. Bd. 28). THF-Verlag Trierer Historische Forschungen, Trier 1996, ISBN 978-3-89890-024-9.
- Information, Kommunikation und Selbstdarstellung in mittelalterlichen Gemeinden (= Schriften des Historischen Kollegs. Bd. 40). Oldenbourg, München 1998, ISBN 3-486-56260-6.
- mit Frank G. Hirschmann unter Mitarbeit von Monika Escher: Grundherrschaft – Kirche – Stadt zwischen Maas und Rhein während des hohen Mittelalters (= Trierer historische Forschungen. Bd. 37). Philipp von Zabern, Mainz 1997, ISBN 3-8053-2476-6.
- mit Friedhelm Burgard, Franz Irsigler und Winfried Reichert: Hochfinanz im Westen des Reiches. 1150–1500 (= Trierer Historische Forschungen. Bd. 31). THF-Verlag Trierer Historische Forschungen, Trier 1996, ISBN 3-923087-30-6.
- mit Hanna Vollrath: England and Germany in the High Middle Ages. In honour of Karl J. Leyser (= Studies of the German Historical Institute London). Oxford University Press, Oxford u. a. 1996, ISBN 0-19-920504-3.
- Friedrich Barbarossa. Handlungsspielräume und Wirkungsweisen des staufischen Kaisers (= Konstanzer Arbeitskreis für Mittelalterliche Geschichte. Vorträge und Forschungen. Bd. 40). Thorbecke, Sigmaringen 1992, ISBN 3-7995-6640-6 (online).
- mit Franz-Josef Ziwes: Juden in der christlichen Umwelt während des späten Mittelalters (= Zeitschrift für historische Forschung. Beiheft 13). Duncker und Humblot, Berlin 1992, ISBN 3-428-07268-5.
- mit Alfred Heit: Friedrich Prinz: Mönchtum, Kultur und Gesellschaft. Beiträge zum Mittelalter. Zum sechzigsten Geburtstag des Autors. Beck, München 1989, ISBN 3-406-33650-7.
- mit Alfred Heit: Ecos Rosenroman. Ein Kolloquium (= dtv Bd. 4449). Deutscher Taschenbuch-Verlag, München 1987, ISBN 3-423-04449-7.
- Haus und Familie in der spätmittelalterlichen Stadt (= Städteforschung. Reihe A: Darstellungen. Bd. 18). Böhlau, Köln/Wien 1984, ISBN 3-412-00284-4.
- Zur Geschichte der Juden im Deutschland des späten Mittelalters und der frühen Neuzeit (= Monographien zur Geschichte des Mittelalters. Bd. 24). Hiersemann, Stuttgart 1981, ISBN 3-7772-8112-3.
- Geschichte der Juden im Mittelalter von der Nordsee bis zu den Südalpen. 3 Teile, Hahn, Hannover 2002, ISBN 3-7752-5623-7.

Aufsatzsammlungen
- Neue Forschungen zur mittelalterlichen Geschichte. (2000–2011). Festgabe zum 75. Geburtstag des Verfassers. Herausgegeben von Christoph Cluse und Jörg R. Müller. Hahn, Hannover 2012, ISBN 978-3-7752-5672-8.
- Gemeinden, Gemeinschaften und Kommunikationsformen im hohen und späten Mittelalter. Festgabe zur Vollendung des 65. Lebensjahres. Herausgegeben von Friedhelm Burgard, Lukas Clemens, Michael Matheus. Kliomedia, Trier 2002, ISBN 3-89890-044-4 (vereinigt Studien, die sich mit den deutschen und italienischen Städten, geistlichen Gemeinschaften seit dem 12. Jahrhundert sowie der Geschichte des mittelalterlichen und frühneuzeitlichen Judentums befassen und in den Jahren von 1981 bis 2001 erstmals veröffentlicht wurden)
- Verfassung, Kultur, Lebensform. Beiträge zur italienischen, deutschen und jüdischen Geschichte im europäischen Mittelalter. Dem Autor zur Vollendung des 60. Lebensjahres. Herausgegeben von Friedhelm Burgard, Alfred Heit und Michael Matheus. von Zabern u. a., Trier 1997, ISBN 3-8053-2019-1.